# أندريه أدامشيك
أندريه أدامشيك (بالبولندية: Andrzej  Adamczyk) هو سياسي بولندي، ولد في 4 يناير 1959 في بولندا. حزبياً، نشط في حزب العدالة والقانون البولندي. وقد انتخب عضو سيم ‏.